# Bedale
Bedale – miasto targowe i gmina (civil parish) w dystrykcie Hambleton hrabstwa North Yorkshire w regionie Yorkshire and the Humber w Anglii. Położone u wrót doliny Wensleydale, 34 mile (55 km) na północ od Leeds, 26 mil (42 km) na południowy zachód od Middlesbrough i 7 mil (11 km) na zachód od stolicy hrabstwa Northallerton. Początkowo w hrabstwie Richmondshire, wymienione zostało w Domesday Book jako część setni Catterick, później setni Hang i East Hang. Według spisu powszechnego z 2001 r. Bedale zamieszkiwało 4530 osób.
Przez miasto przebiega szosa A684 łącząca Northallerton z Kendal w Kumbrii, której najbardziej malownicze odcinki przypadają na pobliski park narodowy Yorkshire Dales. W kierunku miasta targowego Masham prowadzi droga B6268, zaś B6285 przez Exelby i Burneston kieruje ku odległej o zaledwie 2 mile w linii prostej szosie A1.
Anglikański kościół św. Grzegorza, z charakterystyczną dla miasteczka wieżą, jest siedzibą parafii w dekanacie Wensley diecezji Ripon i Leeds. Skrywa kilka relikwii, tablicę nagrobną z epoki wikińskiej z ilustracją legendy Wolundra oraz płyty z herbami rodzin panów Bedale: Fitzalan, Stapleton, Grey of Rotherfield, Sheffield, de Warrene, de Thornhill, earlów Lancaster, Fitz Hugh of Tanfield, Marmion, Ascough, earlów Richmond, książąt Bretanii.
W georgiańskiej architekturze miasteczka wyróżnia się osiemnastowieczna apteka, interesująca jest także podziemna lodownia używana do przechowywania jedzenia i czternastowieczny krzyż targowy. Na stacji kolejowej zatrzymują się pociągi Wensleydale Railway kursujące między Leeming Bar a Redmire. W Bedale funkcjonują liczne rozsiane wzdłuż głównej ulicy sklepy, puby i bistra, a na rynkowym bruku co wtorek odbywa się targ. Do dyspozycji mieszkańców stoi centrum rekreacyjne z basenem, siłownią i tartanowymi boiskami. Bedale Athletic Sports Association oferuje zajęcia z piłki nożnej, krykieta, hokeja, squosha i tenisa. W pobliskim arboretum Thorp Perrow o cennej na skalę Anglii kolekcji drzew i roślin parkowych funkcjonuje centrum sokolnictwa, organizujące regularne pokazy i szkolenia.

## Bedale Golf Club
W Bedale działa klub golfowy – Bedale Golf Club – zarządzający polem na terenie parkowym, bogatym w dojrzałe drzewa. Klub założony został w 1894 r. i zmieniał lokalizację pola dwukrotnie (Bedale Park i Firby Road). Obecnie znajduje się ono przy wyjeździe z miasteczka przy drodze A684 w kierunku Leyburn. Liczy 18 dołków i 6610 jardów długości (par 72).
We wrześniu 2007 r. miesięcznik Golf Monthly zaliczył pole golfowe Bedale, gdzie corocznie odbywa się szereg lokalnych zawodów, do grona sześciu najlepszych w Yorkshire.